# خوانرودی سنگنگان
خوانرودی سنگنگان (انگلیسی: Khwanrudi Saengchan؛ زادهٔ ۱۶ مهٔ ۱۹۹۱) بازیکن فوتبال اهل تایلند است.

وی همچنین در تیم ملی فوتبال زنان تایلند بازی کرده‌است.